# Bosc-Roger-sur-Buchy
Bosc-Roger-sur-Buchy és un municipi francès situat al departament del Sena Marítim i a la regió de Normandia. L'any 2007 tenia 715 habitants.

## Demografia

### Població
El 2007 la població de fet de Bosc-Roger-sur-Buchy era de 715 persones. Hi havia 268 famílies de les quals 40 eren unipersonals (20 homes vivint sols i 20 dones vivint soles), 102 parelles sense fills, 122 parelles amb fills i 4 famílies monoparentals amb fills.
La població ha evolucionat segons el següent gràfic:
Habitants censats

### Habitatges
El 2007 hi havia 300 habitatges, 265 eren l'habitatge principal de la família, 27 eren segones residències i 9 estaven desocupats. 293 eren cases i 4 eren apartaments. Dels 265 habitatges principals, 221 estaven ocupats pels seus propietaris, 41 estaven llogats i ocupats pels llogaters i 3 estaven cedits a títol gratuït; 1 tenia una cambra, 11 en tenien dues, 38 en tenien tres, 64 en tenien quatre i 151 en tenien cinc o més. 209 habitatges disposaven pel capbaix d'una plaça de pàrquing. A 111 habitatges hi havia un automòbil i a 139 n'hi havia dos o més.

### Piràmide de població
La piràmide de població per edats i sexe el 2009 era:
| Homes | Edats   | Dones |
| ----- | ------- | ----- |
| 0     | 95 o +  | 0     |
| 4     | 90 a 94 | 0     |
| 0     | 85 a 89 | 4     |
| 16    | 80 a 84 | 0     |
| 4     | 75 a 79 | 8     |
| 16    | 70 a 74 | 12    |
| 16    | 65 a 69 | 16    |
| 8     | 60 a 64 | 16    |
| 12    | 55 a 59 | 0     |
| 24    | 50 a 54 | 24    |
| 36    | 45 a 49 | 28    |
| 32    | 40 a 44 | 28    |
| 16    | 35 a 39 | 28    |
| 32    | 30 a 34 | 24    |
| 12    | 25 a 29 | 16    |
| 24    | 20 a 24 | 16    |
| 28    | 15 a 19 | 12    |
| 28    | 10 a 14 | 4     |
| 20    | 5 a 9   | 28    |
| 20    | 0 a 4   | 12    |

## Economia
El 2007 la població en edat de treballar era de 473 persones, 372 eren actives i 101 eren inactives. De les 372 persones actives 346 estaven ocupades (193 homes i 153 dones) i 25 estaven aturades (10 homes i 15 dones). De les 101 persones inactives 28 estaven jubilades, 39 estaven estudiant i 34 estaven classificades com a «altres inactius».

### Ingressos
El 2009 a Bosc-Roger-sur-Buchy hi havia 275 unitats fiscals que integraven 737,5 persones, la mediana anual d'ingressos fiscals per persona era de 18.957 €.

### Activitats econòmiques
Dels 18 establiments que hi havia el 2007, 9 eren d'empreses de construcció, 4 d'empreses de comerç i reparació d'automòbils i 5 d'empreses de serveis.
Dels 8 establiments de servei als particulars que hi havia el 2009, 4 eren guixaires pintors, 1 fusteria, 2 lampisteries i 1 electricista.
L'any 2000 a Bosc-Roger-sur-Buchy hi havia 20 explotacions agrícoles que ocupaven un total de 960 hectàrees.

## Equipaments sanitaris i escolars
El 2009 hi havia una escola elemental integrada dins d'un grup escolar amb les comunes properes formant una escola dispersa.

## Poblacions més properes
El següent diagrama mostra les poblacions més properes.